# Above the Weeping World
Above the Weeping World – trzeci album studyjny fińskiej grupy muzycznej Insomnium.

## Lista utworów
1. "The Gale" – 2:41
2. "Mortal Share" – 3:59
3. "Drawn to Black" – 6:00
4. "Change of Heart" – 4:30
5. "At the Gates of Sleep" – 7:05
6. "The Killjoy" – 5:22
7. "Last Statement" – 7:32
8. "Devoid of Caring" – 5:40
9. "In the Groves of Death" – 10:07

## Twórcy
- Niilo Sevänen – śpiew, gitara basowa
- Ville Friman – gitara
- Ville Vänni – gitara
- Markus Hirvonen – perkusja
- Samu Oittinen – produkcja
- Minerva Pappi – mastering